# Mobility Management Entity

LTE Evolved Packet Core (EPC)
SGW: Serving Gateway
PGW: PDN (Packet Data Network) Gateway
HSS: Home Subscriber Server
ANDSF: Access Network Discovery and Selection Function
ePDG: Evolved Packet Data Gateway
zudem
UE: User Equipment
eNodeB: evolved Node B

Die Mobility Management Entity (MME) ist eine Netzwerkkomponente des LTE-Mobilfunkstandards. Sie erfüllt die Funktionen des Paging (zum Beispiel zum Aufbau von Anrufen) und die Signalisierung für Kontrollzwecke (bei sich bewegenden Empfängern). Sie bildet das Verbindungsglied zwischen Kernnetz und Zugangsnetz.

## Funktion
Die Signalisierung beinhaltet in der LTE-Architektur das Mobility Management und die Behandlung des Idle Modes, also wenn das Endgerät zwar erreichbar ist, jedoch keine aktive Kommunikationsverbindung hat. Die MME verwaltet dadurch die Kontrollmeldungen im Zusammenhang mit der Anmeldung, der Authentifizierung, der Lokalisierung und des Roaming im Netz.

### Lokalisierung
Die MME verwaltet die Aufenthaltsorte aller Endgeräte in den ihr angeschlossenen Funkzellen. Im LTE-System werden in der Regel mehrere Zellen zu einer Tracking Area zusammengefasst. Das Verwaltungsgebiet einer MME kann in mehrere Tracking Areas aufgeteilt sein.
Zwecks Energieeffizienz werden die Endgeräte nicht permanent lokalisiert. Befindet sich ein Gerät im Idle Mode, teilt es der MME seinen Aufenthaltsort nur beim Wechsel von einer Tracking Area zu einer anderen mit (wenn es also den Netzzugang verliert). In dem Fall sendet es ein sogenanntes Tracking Area Update.
Eine Lokalisierung ist auch notwendig, sobald ein anderer Teilnehmer eine externe Verbindung mit einem Gerät aufnehmen will, beispielsweise bei einem Anruf (Paging). In diesem Fall sendet die MME ausgehend von den Informationen aus dem letzten Tracking-Area-Update eine Kennnummer an alle Tracking Areas (Broadcast). Jede Tracking Area prüft nun die Kennnummer und leitet die Verbindung bei positiver Übereinstimmung an alle Geräte weiter. Sofern die Kennnummer zu dem Gerät passt, wird das Gespräch in die entsprechende, nun lokalisierte, Funkzelle weitergeleitet.

## Integration in die LTE-Architektur
Um kurze Übertragungszeiten realisieren zu können, wurde das LTE-System mit einer flachen Hierarchie mit wenigen Systemkomponenten ausgestattet. Die Funktionen wurden so aufgeteilt, dass das Kernnetz unabhängig vom Zugangsnetz betrieben wird. Die Architektur unterscheidet sich dadurch grundlegend von GSM und GPRS und wird Evolved Packet Core (EPC) genannt. Die Kommunikation der MMEs findet sowohl zwischen den Basisstationen des Zugangsnetzes, den eNode B, als auch mit anderen Komponenten des Kernnetzes statt, nämlich den Serving Gateways, den Packet Data Network (PDN) Gateways und den Home Subscriber Servern (HSS).
Der Datenverkehr zur Mobility Management Entity verbraucht im Verhältnis zu den Verbindungen zwischen eNode Bs und Serving Gateways allerdings nur einen Bruchteil der Übertragungskapazität.